# Pleniewszczyzna
Pleniewszczyzna (lit. Pleniškės) − wieś na Litwie, w gminie rejonowej Soleczniki, 6 km na północny wschód od Jaszunów, zamieszkana przez 14 ludzi. Przed II wojną światową w Polsce, w powiecie wileńsko-trockim województwa wileńskiego.